# Sebastián Hurtado de Corcuera
Sebastián Hurtado de Corcuera y Gaviria, baptisé le 25 mars 1587 à Bergüenda (Álava) et mort le 12 août 1660 à Tenerife, dans les îles Canaries, est un soldat et fonctionnaire colonial espagnol. 
Gouverneur du Panama de 1632 à 1634 puis gouverneur des Philippines du 25 juin 1635 au 11 août 1644, et, de 1659 à sa mort en 1660, gouverneur des îles Canaries, il fut l'un des deux plus grands chefs militaires espagnols aux Philippines.

## Biographie
Hurtado de Corcuera est né à Bergüenda dans les montagnes de Burgos de Pedro Hurtado de Corcuera y Montoya et de María Gaviria. Chevalier de l'ordre militaire d'Alcántara, il sert de nombreuses années dans l'armée en Flandre où il est l'un des chefs militaires espagnols au siège de Breda et un membre du Conseil de guerre. Par la suite, il devient capitaine de camp au port de Callao au Pérou et capitaine général de cavalerie dans cette même colonie. De 1632 à 1634, il officie comme gouverneur du Panama qui faisait alors partie de la vice-royauté espagnole du Pérou.
Il arrive à Manille comme gouverneur et capitaine général des Philippines et président de l' Audiencia de Manille le 25 juin 1635. Il avait alors quitté Acapulco avec à son bord un important contingent de soldats péruviens. Il remplaçait Juan Cerezo de Salamanca (en) qui occupait un poste intérimaire depuis 1633. 

### Conflit avec l'archevêque Guerrero
Le jour même où Hurtado arrive à Manille, le cabildo (conseil municipal) de cette ville confirme que Hernando Guerrero (en) est bien l' archevêque de Manille. Guerrero se trouve dans la ville par nomination royale depuis 1632, mais n’a pas pris ses fonctions car la bulle papale nécessaire n’avait pas été reçue. Le cabildo lui a donc refusé la reconnaissance. Presque immédiatement, des différends éclatent entre le gouverneur Hurtado et l’archevêque Guerrero.
Cela atteint son paroxysme lorsqu'un criminel en fuite revendique la protection dans une église augustinienne de Manille. Il s'agit d'un artilleur, Francisco de Nava, propriétaire d'une esclave appelée María avec laquelle il entretient des relations illicites. En apprenant cela, l'archevêque ordonne à Nava de vendre l'esclave. Celui-ci refuse. L'esclave est alors enlevée et vendue. Nava essaie de la récupérer en déclarant qu'il veut l'épouser. Un jour, il aperçoit l'esclave passant dans une voiture avec sa nouvelle maîtresse, épouse du gouverneur général. Il monte alors dans la voiture pour parler à l'esclave mais elle répond qu'elle préfère être celle d'un autre que de devenir son épouse. Sur ce, Nava, aveugle de colère, sort son poignard et la tue. Il se précipite alors vers l'église des Augustins, réclamant le droit de protection. 
Lorsque le gouverneur Hurtado apprend les événements, il ordonne que l'église soit cernée et fouillée et que le meurtrier soit saisi. Tandis que les soldats encerclent l'église où il est proclamé qu'ils ne doivent pas entrer par peur de représailles divines, Corcuera met son cheval directement sur le seuil et, avec environ une douzaine de gardes civils enhardis, capture Nava, qui est sommairement jugé et condamné à mort.
Des responsables de l'archidiocèse demandent alors  la libération du prisonnier et son retour dans l'église, mais le gouverneur refuse et la sentence est exécutée (6 septembre 1635), sur une potence spécialement construite directement devant l'église à l'endroit où Nava a tué María. Le même jour, l'archevêque ordonne l' interdiction et la suspension des services religieux.
Le commandant d'artillerie, qui a exercé les fonctions de juge au procès de Nava, a par la suite été condamné à une amende, mais a fait appel et a été acquitté. Au cours de son procès et de ses recours, il a été prouvé, devant des témoins, que le gouverneur avait déclaré que, si l'ordre lui était donné d'arrêter le pape, il l'arrêterait et le traînerait même par les pieds.
Les jésuites se rangent du côté du gouverneur et les autres ordres du côte de l’archevêque séculier.
Une trêve entre les deux parties est conclue en janvier 1636, mais elle s'effondre rapidement. En mai de la même année, le gouverneur ordonne l'exil de l'archevêque sur l'île de Marivales, dans la baie de Manille. Le conseil municipal de la cathédrale prend en charge l'administration de l'archidiocèse. Au bout d’un mois, l’archevêque est autorisé à rentrer, mais dans des conditions humiliantes.

### Administration
Corcuera, dans son rapport annuel au roi daté du 30 juin 1636, signal le mauvais état persistant du trésor. Toutefois, les bons de souscription émis au cours de la dernière année ont été rachetés au tiers de leur valeur nominale, grâce à un don volontaire de leurs détenteurs. Il demande que les futurs gouverneurs de la colonie soient nommés en Espagne plutôt qu'en Nouvelle-Espagne. En outre, il déclare avoir réorganisé les forces armées et recruté plusieurs sociétés d' Indiens Pampangues, qui, selon lui, font de bons soldats et sont beaucoup moins chères que les Espagnols. Il ajoute qu'il a réorganisé les effectifs civils et militaires dans le but de réduire leurs exigences vis-à-vis du trésor colonial.

#### Guerre avec les Moros
Les Moros harcèlent les Espagnols et leurs alliés pendant des années. En 30 ans, environ 20 000 personnes auraient été capturées par les Moros et vendues sur les marchés de Batavia, Ternate, Amboina, Makassar, Java et Madras. Un décret royal de 1636 ordonne alors la pacification de Mindanao où est basé un nombre important de Moros. Le 13 mars 1637, Hurtado de Corcuera quitte Zamboanga et, à partir de Lamitan fait commencer l'assaut. Il a avec lui environ 800 hommes péruviens. Ils vainquent les forces du sultan Qudarat, capturant de nombreux canons et tuant de nombreux combattants. Qudarat s'échappe de justesse. 
Cette victoire est à l’origine du Moro-Moro, une pièce de théâtre racontant l'événement. La pièce est devenue une partie intégrante des festivals folkloriques et religieux philippins. Le gouverneur Hurtado devient un héros et son retour à Manille est célébré avec pompe et jubilation.
Qudarat se réfugie près du lac Lanao où il prononce un discours contre les Espagnols, exhortant ses auditeurs à renoncer à la soumission et à prendre les armes contre les envahisseurs. Le discours est un succès. Les Moros reprennent bientôt le fort que les Espagnols avaient laissé derrière eux. En 1637, Qudarat étend son influence politique sur presque tout Mindanao.
Le 4 janvier 1638, le gouverneur Hurtado mène une nouvelle armée composée de 500 Péruviens et de 1 000 alliés autochtones répartis dans 80 navires, envahissant l'île de Sulu. Jolo, la capitale de l'île, est défendue par environ 4 000 hommes, y compris des alliés de Bornéo et de Makassar. Après trois mois de durs combats et de lourdes pertes de part et d’autre, aucune des deux parties ne peut prétendre à la victoire. Une trêve est convenue.

#### Autres événements
La deuxième insurrection chinoise commence en novembre 1639 et dure jusqu'en mars 1640. En accord avec le gouverneur précédent, Hurtado de Corcuera a recommandé à la Couronne d'abandonner le fort espagnol de Formosa (Taïwan), jugé coûteux et inutile. Cette question est devenue sans objet le 24 août 1642, lorsque les Hollandais le capture.

#### Après avoir quitté ses fonctions
Hurtado de Corcuera s'est fait des ennemis pendant son administration, en particulier parmi le clergé. Avec l'arrivée de son successeur, Diego Fajardo Chacón (en), en 1644, ses ennemis le font traduire en justice. Il reçoit une amende substantielle et est emprisonné. Il passe cinq années en prison avant d'être finalement libéré par ordre royal. En 1651, il est nommé gouverneur du Panama pour la deuxième fois mais refuse.
Il accepte finalement le poste de gouverneur et de capitaine général des îles Canaries en 1659, y siégeant jusqu'à sa mort, l'année suivante. 